# Emilie Davis
Emilie "Emily" Frances Davis (18 de febrer de 1839 – 26 de desembre de 1889) fou una escriptora de diari afroamericana que va viure a Filadèlfia durant la Guerra Civil dels Estats Units. Els anys 1863, 1864 i 1865 va escriure tres diaris de butxaca que explicaven la seva perspectiva sobre la proclamació d'emancipació, la batalla de Gettysburg, i el dol del President Lincoln.
Davis va estudiar a l'Institut per a joves negres i es va afiliar a diverses esglésies negres.

## Obra
Als anys 1863-1864, Emilie va descriure la situació dels negres de Filadèlfia durant la Guerra Civil. Emilie era membre de la Ladies' Union of Philadelphia, associació amb la que va recollir diners per les tropes negres de la Unió. Els membres de dones de la Unió van lluitar contra la segregació racial a la ciutat.
Davis va escriure sobre diferents conferències i concerts a les que va assistir. El 25 de gener de 1865, va assistir a una conferència per James Reverend Sella Martin, un antic esclau i ministre baptista. El 16 de febrer de 1865, va assistir a una conferència de Frederick Douglass. El 27 de febrer 27 de 1865, va assistir a una conferència per de Frances Ellen Watkins Harper. L'11 de maig de 1964, va assistir a un concert d'Elizabeth Taylor Greenfield. El 14 de setembre de 1865, va assistir a un concert de Thomas Wiggins, aquest era segregat i ella va demanar d'assentar-se al balcó.

## Matrimoni i família
El 13 de desembre de 1866, Emilie ("Emily" en el registre de matrimoni) es va casar amb George Bustill White, un barber, el pare del qual, Jacob C. White, Sr., fou un prominent home de negocis negre. Jacob C. White, germanastre d'Emilie va co-fundar l'equip de beisbol negre, els Philadephia Pythians. George fou actiu en la Lliga per al la igualtat de drets de Pennsilvanià, un lobby de pressió de Harrisburg que va donar suport als drets civils, per exemple a la integració dels autobusos de Filadèlfia el 1867. Emilie i George van tenir sis fills, Jacob C. White (b. 1867), Maria, Emilie (b. 1873), George (b. 1875), Portar (b. 1877), i Julia (b. 1881). En el 1880 cens, l'ocupació d'Emilie va ser llistada com “housekeeper” (ama de claus).
Als seus últims anys de vida va contribuir amb diners a la seva església, pel que en va rebre reconeixement.

## Mort
Emilie va morir el 26 de desembre de 1889 i va ser enterrada al Cementiri de Líban, el lloc on s'havia enterrat a Octavius Catto i altres activistes pels drets civils de la seva generació. George va morir l'1 de juny de 1899.

## Arxius
Els diaris de Davis han estat digitalitzats i estudiats per diversos investigadors. Els diaris de Davis són guardats a la Societat Històrica de Pennsilvània i es poden trobar imatges online a les pàgines web de la Universitat Estatal de Pennsilvània i de la Universitat de Villanova. D'aquesta època es conserven pocs escrits en primera persona fets per dones afroamericanes.